# Újbarok
Újbarok là một thị trấn thuộc hạt Fejér, Hungary. Thị trấn này có diện tích 1,49 km², dân số năm 2010 là 421 người, mật độ 283 người/km².